# Sauté
Sauté är en tillagningsteknik, en stekning. Ofta finhackat eller strimlat brynt (dvs sauterat) kött och eller grönsaker.
Ordet kommer från franskan, och betyder bokstavligen "hoppade" eller "studsade", vilket refererar till att maten kastas omkring i stekpannan medan den tillagas.